# كوكريت براموج
كوكريت براموج (بالتايلندية: คึกฤทธิ์ ปราโมช) مواليد (20 أبريل، 1911 توفي 9 أكتوبر 1995) هو كاتب وباحث تايلاندي خريج جامعة اكسفورد بدرجة البكالوريس معا مرتبة الشرف في الفلسفة والسياسة والاقتصاد في عام 1933م وهو رئيس مجلس النواب التايلاندي من 1973 الي 1974 والرئيس الثالث عشر لمجلس الوزراء التايلاندي خلال الفترة 1975 الي 1976 توفي في 9 أكتوبر 1995 عن عمر 85 عاما في بانكوك.

## روابط خارجية
- كوكريت براموج على موقع مونزينجر (الألمانية)